# Pseudacanthocera
Pseudacanthocera är ett släkte av tvåvingar. Pseudacanthocera ingår i familjen bromsar.
Kladogram enligt Catalogue of Life:
| Pseudacanthocera | \| \| Pseudacanthocera brevicorne \| \| \| \| \| \| Pseudacanthocera paralellifrons \| \| \| \| \| \| Pseudacanthocera sylveirii \| \| \| \| |
|                  | \| \| Pseudacanthocera brevicorne \| \| \| \| \| \| Pseudacanthocera paralellifrons \| \| \| \| \| \| Pseudacanthocera sylveirii \| \| \| \| |
|                  | Pseudacanthocera brevicorne |
|                  | |
|                  | Pseudacanthocera paralellifrons |
|                  | |
|                  | Pseudacanthocera sylveirii |
|                  | |